# 21626 Matthewhall
A 21626 Matthewhall (ideiglenes jelöléssel 1999 NP2) a Naprendszer kisbolygóövében található aszteroida. A LINEAR projekt keretében fedezték fel 1999. július 12-én.